# Паспорт гражданина Российской Федерации
Па́спорт граждани́на Росси́йской Федера́ции (также в обиходе называется «внутренним» или «внутрироссийским паспортом») — основной документ, удостоверяющий личность, внутренний паспорт гражданина России на территории Российской Федерации — России.
Для выездов за пределы России (за исключением таких государств и стран, как Армения, Беларусь, Казахстан, Киргизия, а также частично признанных Абхазии и Южной Осетии) гражданам России выдаётся заграничный паспорт. Поэтапная замена паспорта гражданина Союза Советских Социалистических Республик на паспорт гражданина России началась 1 октября 1997 года.

## Содержимое
В паспорт вносят следующие обязательные сведения о личности гражданина:
- фамилия;
- имя;
- отчество;
- пол;
- дата рождения;
- место рождения.

В паспорте производятся обязательные отметки:
- о регистрации гражданина по месту жительства и снятии его с регистрационного учёта;
- о воинской обязанности граждан, достигших 18-летнего возраста;

По желанию гражданина в паспорте также производятся отметки:
- о регистрации и расторжении брака;
- о детях, не достигших 14-летнего возраста;
- о ранее выданных основных документах, удостоверяющих личность гражданина Российской Федерации на территории Российской Федерации;
- о выдаче основных документов, удостоверяющих личность гражданина Российской Федерации за пределами Российской Федерации.
- о его группе крови и резус-факторе (в медучреждении, где гражданин сдал кровь на анализ на группу и резус-фактор; например, на станции переливания крови);
- об идентификационном номере налогоплательщика.

В паспорт запрещается вносить сведения, отметки и записи, не предусмотренные Положением о паспорте гражданина Российской Федерации. Паспорт, в который внесены подобные сведения, отметки или записи, является недействительным.
Паспорт гражданина действует:
- от 14 лет — до достижения 20-летнего возраста;
- от 20 лет — до достижения 45-летнего возраста;
- от 45 лет — бессрочно.

По достижении гражданином 20-летнего (кроме граждан проходящим военную службу по призыву) и 45-летнего возраста паспорт подлежит замене. При этом, подлежащий замене паспорт действует до получения нового, но не более 90 дней. Военнослужащим, проходящим военную службу по призыву, паспорта выдают или заменяют по месту их жительства по окончании установленного срока военной службы по призыву.

## Бланк паспорта
Описание бланка паспорта гражданина Российской Федерации утверждено постановлением Правительства Российской Федерации от 8 июля 1997 г. № 828, впоследствии оно было заменено на постановление Правительства России от 23 декабря 2023 г. № 2267.

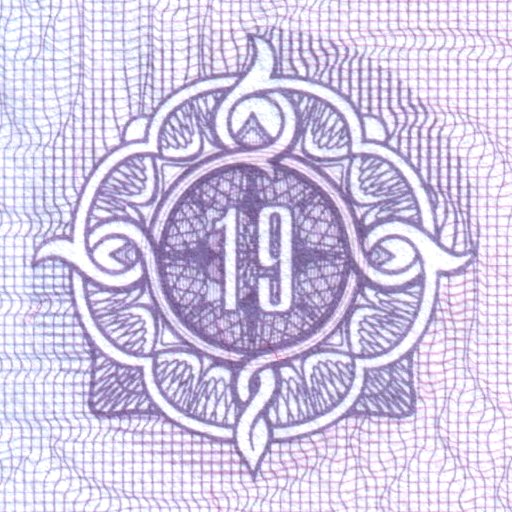
Оформление номеров страниц на нижних наружных углах паспорта гражданина РФ

Бланк паспорта гражданина Российской Федерации изготавливают по единому образцу с указанием всех реквизитов на русском языке. Бланк паспорта имеет размер 88×125 мм и содержит 20 страниц, прошитых по всей длине сгиба двухцветной нитью с пунктирным свечением в ультрафиолетовом излучении, в том числе 14 страниц имеют нумерацию в орнаментальном оформлении, продублированную в центре страницы в фоновой сетке.
Бланк имеет элементы защиты от подделки (различаются у бланков до 2007 и с 2007 года), такие как: включение специальных химических веществ в состав бумаги, водяной знак (трёхтоновая надпись «РФ»), видимые при обычном свете и флюоресцирующие в ультрафиолетовом диапазоне освещения волокна, флюоресценция одной из нитей прошивки, изображения и надписи нанесённые бесцветной при обычном освещении флюоресцирующей краской (рамка, надписи «ПАСПОРТ», «РОССИЯ», «МЕСТО ЖИТЕЛЬСТВА», «МВД РОССИИ» — с 2007 г.), исчезновение части видимой при обычном освещении надписи в инфракрасном диапазоне (на стр. 1), металлизированная ныряющая цветопеременная защитная нить (на стр. 19 — с 2007 г.), высокая печать (серия и номер), металлографская печать (изображения и надписи на переднем форзаце и стр. 1), ирисовая печать (фон, до 2007 г. коричневая одноцветная, после — с плавными переходами между коричневым и синим), рельефная защитная сетка нанесённая офсетной печатью (фон), микротекст (линии для полей надписей на стр. 2 и 3), кипп-эффект (надпись «РОССИЯ» на стр. 20), микроперфорация (серия и номер — с 2007 г.), цветопеременный круг с надписью «РФ» (на стр. 3 — с 2007 г.), голографические надписи и изображения с эффектом подвижности на ламинирующей плёнке (герб России, пятиконечные звёзды, надписи «РФ», «Россия», «Russia» — с 2007 г.), рисунок из красных линий нанесённый на нижнюю поверхность ламинирующей плёнки и при ламинации пропечатывающийся на бумаге страницы и крае фотографии.
Нумерация бланка паспорта состоит из трёх групп цифр, первые две из которых (состоят вместе из 4 цифр) обозначают серию бланка паспорта, третья (из 6 цифр) — номер бланка паспорта. Нумерация воспроизведена способом высокой печати в верхней части страниц № 2 и 3, левого и правого разворота вкладыша, а также способом лазерной перфорации (с 2007 года) в нижней части страниц с 5 по 20 (на чётных страницах из-за сквозного прожига — в зеркальном отображении), вкладыша, заднего форзаца и обложки. Ранее нумерация печаталась высокой печатью в верхней части страниц № 2, 3, 18, 19 и нижней части страниц № 5, 7, 10, 11, 14, 16. Номера страниц указаны на наружных нижних углах и посередине страниц, кроме 1-3, 16, 17, 20.
Обложка бланка паспорта изготовлена из материала тёмно-красного (бурого) цвета. В верхней её части в две строки размещены слова «Российская Федерация», в середине воспроизведён золотистый тиснёный Государственный герб Российской Федерации (без щита), а под ним — слово «паспорт». В центре внутренней страницы обложки помещено изображение Московского Кремля, под которым расположен типографский рисунок «розетка».
Страницы бланка паспорта
1. Страница № 1. В верхней части воспроизведено цветное изображение Государственного герба Российской Федерации. В середине (под гербом) в орнаментальном оформлении напечатаны в три строки слова «паспорт гражданина Российской Федерации». Под словами расположен типографский рисунок «розетка».
2. Страница № 2. В верхней части напечатаны с ориентацией по центру слова «Российская Федерация», ниже — слова «Паспорт выдан», «Дата выдачи», «Код подразделения», «Личная подпись». В левом нижнем углу страницы напечатана подстрочная черта для подписи начальника подразделения, выдавшего паспорт, и отведено место для проставления печати, обозначенное буквами «М. П.». Текст реквизитов и строки для внесения записей на 2 и 3 страницах расположены параллельно сгибу бланка. Строки для внесения записей наносятся с интервалом 6,6 мм.
3. Страница № 3. Предназначена для размещения на ней персональных данных гражданина Российской Федерации. Страница состоит из двух частей: верхние три четверти страницы — визуальная зона, в которой слева размещена фотография владельца паспорта размером 35×45 мм, а справа — следующие реквизиты паспорта: «Фамилия», «Имя», «Отчество», «Пол», «Дата рождения», «Место рождения». Место для размещения фотографии обозначено уголками. Нижняя четверть страницы, противоположная сгибу, — зона для внесения машиносчитываемых записей (не используется в паспортах, выданных до 30 июня 2011 года включительно, с 1 июля 2011 года данная зона заполняется). С целью защиты сведений о личности[4] третья страница при высокой температуре ламинируется плёнкой с голографическим изображением[с какого времени]. На ней расположены изображения шестнадцатиконечной звезды со вписанными в неё буквами «РФ» и герба РФ с написанным на нём словом «РОССИЯ» в виде дуги, расположенными через один по горизонтали и вертикали; между строками в каждом столбце присутствуют слова «РОССИЯ» и «RUSSIA», чередующиеся по порядку столбцов. В правом верхнем углу третьей страницы расположен элемент, имеющий форму окружности, с буквами «РФ». В зависимости от угла зрения элемент меняет свой цвет с пурпурного на зелёный.
4. Страница № 4. Записи и отметки не производятся.
5. Страницы № 5, 6, 7, 8, 9, 10, 11, 12. Предназначены для проставления отметок о регистрации гражданина и снятии его с регистрационного учёта по месту жительства. В верхней части пятой страницы с ориентацией по центру размещён реквизит «Место жительства». До 31 декабря 2004 года с целью обеспечения безвизовых поездок в Калининградскую область без заграничного паспорта на двенадцатую страницу также вклеивались фотографии детей — граждан Российской Федерации, не достигших 14-летнего возраста.
6. Страница № 13. Предназначена для проставления отметок об отношении гражданина к воинской обязанности. В верхней части тринадцатой страницы с ориентацией по центру размещён реквизит «Воинская обязанность».
7. Страницы № 14 и 15. Предназначены для производства отметок о регистрации и расторжении брака. В верхней части четырнадцатой страницы с ориентацией по центру размещён реквизит «Семейное положение».
8. Страницы № 16 и 17. Предназначены для внесения сведений о детях владельца паспорта. В верхней части семнадцатой страницы бланка паспорта (параллельно сгибу) с ориентацией по центру размещён реквизит «Дети». На семнадцатой странице с продолжением на шестнадцатую расположена таблица, состоящая из восемнадцати строк и четырёх граф (слева направо): «Пол», «Фамилия, имя, отчество», «Дата рождения». Строки для внесения записей на 16 и 17 страницах расположены параллельно сгибу бланка, наносятся с интервалом 6,6 мм.
9. Страница № 18. Предназначена для внесения отметок о группе крови, резус-факторе и ИНН владельца паспорта, а также о получении основного документа, удостоверяющего личность гражданина Российской Федерации за пределами Российской Федерации[5].
10. Страница № 19. Предназначена для внесения отметок о получении основного документа, удостоверяющего личность гражданина Российской Федерации за пределами Российской Федерации, а также о ранее выданных основных документах, удостоверяющих личность гражданина Российской Федерации на территории Российской Федерации.
11. Страница № 20. В верхней части расположен типографский рисунок — орнаментальная бордюрная полоса с ориентацией по центру (на полосе можно увидеть слово «Россия», выполненное горизонтальным тиснением), под рисунком напечатан заголовок «Информация для владельца паспорта» и далее воспроизведён следующий текст:

1. Паспорт является основным документом, удостоверяющим гражданство Российской Федерации и личность гражданина Российской Федерации на территории Российской Федерации.
2. Паспорт обязаны иметь все граждане Российской Федерации, достигшие 14-летнего возраста и проживающие в Российской Федерации.
3. Паспорт подлежит замене по достижении гражданином Российской Федерации 20-летнего и 45-летнего возраста, а также в иных случаях, предусмотренных Положением о паспорте гражданина Российской Федерации.
4. Паспорт, подлежащий замене в связи с достижением гражданином Российской Федерации 20-летнего и 45-летнего возраста, является действительным до дня оформления нового паспорта, но не более чем 90 календарных дней после дня наступления указанных обстоятельств.
5. Гражданин Российской Федерации обязан бережно хранить паспорт. В случае утраты паспорта необходимо незамедлительно обратиться с заявлением в территориальный орган Министерства внутренних дел Российской Федерации или дипломатическое представительство или консульское учреждение Российской Федерации.

6. Изъятие у гражданина Российской Федерации паспорта, кроме случаев, установленных законодательством Российской Федерации, запрещается.

### Серия и номер паспорта
Серия и номер паспорта записываются в формате XX XX YYYYYY, где XX XX — 4-значная серия паспорта и YYYYYY — 6-значный номер паспорта.
Первые две цифры серии паспорта соответствуют коду ОКАТО региона, в котором выдан паспорт; третья и четвёртая цифры серии паспорта соответствуют последним двум цифрам года выпуска бланка паспорта (допускается отклонение на 1-3 года). Пример: паспорт серии 45 04 выдан в городе Москве в 2004 году, а паспорт серии 37 11 выдан в Курганской области в 2011 году.
На 2 и 3 страницах паспорта серия и номер паспорта нанесены в паспорте типографским способом сверху. До 2008 года серия и номер были также нанесены типографской краской на последующих страницах (через страницу в шахматном порядке: снизу — 5, 7, 10, 11, 14, 16, сверху — 18, 19). С 2008 года на страницах с 5 по 20, а также на задней обложке серия и номер нанесены методом лазерной перфорации.

## Выдача, замена и пользование паспортом

### Органы, осуществляющие выдачу и замену паспортов
Выдачу и замену паспортов производят территориальные органы федерального органа исполнительной власти, уполномоченного на осуществление полномочий в сфере миграции по месту жительства граждан, по месту пребывания или по месту обращения. Также при наличии заключённых с территориальным отделом МВД России по вопросам миграции соглашений приём документов на замену/выдачу паспорта гражданина РФ могут осуществлять Многофункциональные центры.
Первоначально выдача и замена паспортов находилась в сфере ответственности Паспортно-визовой службы МВД России. В соответствии с указом президента Российской Федерации от 19 июля 2004 года № 928 Паспортно-визовая служба была расформирована, а функции по контролю в сфере миграции и выдаче паспортов были переданы Федеральной миграционной службе (ФМС России). Окончательная передача произошла 1 января 2006 года, после образования территориальных органов ФМС России.
5 апреля 2016 года указом президента Российской Федерации Федеральная миграционная служба была упразднена, а её функции и полномочия переданы Главному управлению по вопросам миграции МВД Российской Федерации. Таким образом, в настоящее время выдача и замена паспортов производятся Министерством внутренних дел Российской Федерации или его территориальным органом.

### Замена паспорта
Замену паспорта производят при наличии следующих оснований:
- достижение предусмотренного возраста;
- изменение гражданином в установленном порядке фамилии, имени, отчества, изменение сведений о дате (число, месяц, год) и/или месте рождения;
- изменение пола;
- существенные изменения внешности;
- непригодность паспорта для дальнейшего использования вследствие износа, повреждения или других причин;
- обнаружение неточности или ошибочности произведённых в паспорте записей.

### Правила пользования паспортом
Гражданин обязан бережно хранить паспорт. Об утрате паспорта гражданин должен незамедлительно заявить в территориальный орган МВД.
Запрещено изъятие у гражданина паспорта, кроме случаев, предусмотренных законодательством Российской Федерации.
До оформления нового паспорта гражданину по его просьбе структурное подразделение органа, уполномоченного в сфере миграции, выдаёт временное удостоверение личности, форма которого установлена Министерством внутренних дел Российской Федерации.
Лица, у которых прекратилось гражданство Российской Федерации, обязаны сдать паспорта в органы внутренних дел по месту жительства или месту пребывания, либо в территориальные органы МВД России, а лица, проживающие за пределами Российской Федерации, — в дипломатическое представительство или в консульское учреждение Российской Федерации в государстве пребывания, которые пересылают их в территориальные органы МВД России по последнему месту жительства или месту пребывания этих лиц на территории Российской Федерации.
Найденный паспорт подлежит сдаче в органы внутренних дел.
Паспорт лица, заключённого под стражу или осуждённого к лишению свободы, временно изымает орган предварительного следствия или суд и приобщает к личному делу указанного лица. При освобождении из-под стражи или отбытии наказания в виде лишения свободы паспорт возвращают гражданину.
Паспорт умершего гражданина сдают в органы записи актов гражданского состояния по месту регистрации смерти, которые направляют его в территориальный орган МВД России по последнему месту жительства или месту пребывания умершего гражданина на территории Российской Федерации. Паспорт гражданина, умершего за пределами Российской Федерации, сдают в дипломатическое представительство или в консульское учреждение Российской Федерации для последующего направления его в соответствующий территориальный орган МВД России.

## Статус паспорта
В соответствии со пунктом 1 статьёй 19 ГК РФ, граждане приобретают права и исполняют обязанности под своим именем, фамилией и отчеством. Согласно пункту 2 той же статьи, гражданин может изменить своё имя в порядке, установленном законом, но смена имени не является основанием для прекращения или изменения его прав и обязанностей, приобретенных под прежним именем. Формально паспорт не нужен для того, чтобы гражданин обрёл гражданские права и смог исполнить обязанности. Однако отсутствие паспорта резко сокращает возможности гражданина реализовать свои права, даже если у него сохраняется заграничный паспорт, водительское удостоверение или военный билет, позволяющие его однозначно идентифицировать.

## Вкладыши в паспорте
Бланки паспорта изготавливаются по единому для всей Российской Федерации образцу и оформляются на русском языке. До 1 января 2024 года в Положении о паспорте гражданина Российской Федерации имелся пункт о вкладышах. 23 декабря 2023 года Председатель Правительства РФ Михаил Мишустин подписал постановление №2267 "Об утверждении Положения о паспорте гражданина Российской Федерации, образца и описания бланка паспорта гражданина Российской Федерации", в котором отсутствует упоминание о национальном вкладыше в паспорте. Также, 23 декабря 2023 года в Перечень утративших силу актов и отдельных положений актов Правительства Российской Федерации вошло Постановление Правительства Российской Федерации от 8 июля 1997 года №828, разрешающее создание национальных вкладышей. Ранее, как было сказано в Положении о паспорте гражданина Российской Федерации, к бланкам паспорта, предназначенным для оформления в республиках, находящихся в составе Российской Федерации, могли изготавливаться вкладыши, имеющие изображение государственного герба республики и предусматривающих внесение на государственном языке (языках) этой республики сведений о личности гражданина. Форма вкладыша устанавливалась органами исполнительной власти указанных республик и Министерством внутренних дел Российской Федерации по согласованию с Геральдическим советом при Президенте Российской Федерации (п. 2 в ред. Постановления Правительства РФ от 05.01.2001 N 7).

## Переход от бумажного к электронному паспорту
Федеральная миграционная служба планировала с 2015 года выдавать гражданам новый паспорт в виде стандартной пластиковой карты с электронной микросхемой. В 2015 году ФМС планировала запустить пилотный проект по выдаче электронных паспортов, первыми их должны были получить жители Крыма, Ростова-на-Дону и Краснодара. Однако пилотный проект так и не был запущен. Массовая выдача электронного паспорта планировалась с 1 января 2017 года, но правительство предписало МВД отложить мероприятия по введению электронных паспортов на период после 15 марта 2018 года. В марте 2018 года выдача была отложена на неопределённый срок из-за ликвидации ФМС.
В очередной раз выдачу электронных паспортов планировали начать в июле 2020 года. Позже электронные паспорта предполагалось начать выдавать с декабря 2021 года в трёх регионах: Москве, Московской области и республике Татарстан, а затем и по всей России. Выдачу бумажных паспортов планировали прекратить в 2022 году. Окончательный переход на электронные паспорта был запланирован с 1 июля 2023 года, при этом такие паспорта должны были быть представлены как в виде пластиковой карты, так и программы, установленной на смартфоны.
Летом 2021 года Правительство РФ приняло постановление, которым признаны необязательными отметки о регистрации и расторжении брака, о детях, не достигших 14-летнего возраста, о ранее выданных паспортах: внутренних и заграничных. Эти штампы могут ставиться по желанию граждан. Обязательными остались отметки о регистрации по месту жительства, о снятии с регистрационного учета, а также о воинской обязанности.
18 октября 2021 года глава Минцифры РФ М. И. Шадаев выразил надежду, что до конца 2022 года в трёх субъектах РФ удастся начать выдавать электронный паспорт в двух видах, взаимосвязанных между собой. Проект указа был внесён на предпоследней неделе 2021 года. 2 января 2022 года вице-премьер Д. Н. Чернышенко сообщил, что цифровые паспорта начнут выдавать в трёх пилотных регионах — Москве, Подмосковье и Татарстане, с начала 2023 года. В октябре 2023 года МВД России заявило об отсутствии у них на настоящий момент технической возможности для выдачи электронных паспортов, не исключив при этом появление такой возможности в будущем.

## Дактилоскопия
Для иностранцев, получающих российский паспорт, с 12 октября 2020 года обязательно нужно пройти дактилоскопию.

## Факты

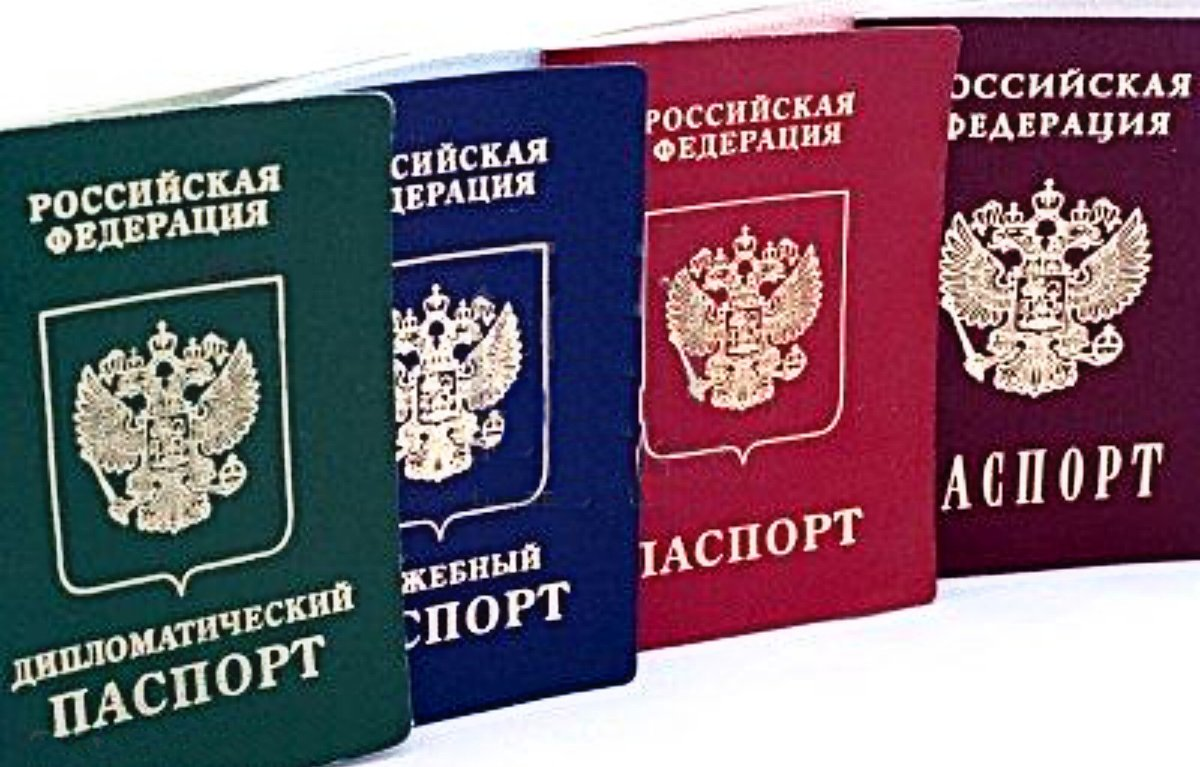

- На третьей странице под фотографией расположены две типографские метки (два тёмных прямоугольника размерами 2×10 мм), предназначенные для ориентирования головы паспортёра — они хорошо видны на просвет под фотографией с четвёртой страницы паспорта. Эти метки сделаны из мелкодисперсного порошка с магнитными свойствами.
- На второй и третьей страницах строки для записей выполнены словами мелкого шрифта, чаще всего состоящие из названий соответствующего поля без пробелов, например «фамилияфамилияфамилия» для строки «Фамилия» или «датадатадатадатадата» для строки «Дата рождения».
- До того, как серию и номер бланка паспорта стали наносить методом лазерной перфорации, не все страницы паспорта содержали его номер. Например, отсутствовал номер паспорта на развороте 8-9 страницы с данными о регистрации по месту жительства и на развороте 12-13 страницы (воинская обязанность), что ставило под сомнение принадлежность копий этих страниц.
- Лист 19-20 паспорта (с 2008 года) прошит металлической нитью.
- С 1 июля 2011 года внедряются паспорта, в которых основная информация о человеке заключена в машиночитаемой записи (аналогичным образом информация вносится в заграничном паспорте гражданина Российской Федерации)[29]. Данные в машиночитаемую запись паспорта вносились по собственным правилам ФМС[30]. По большей части они похожи на международные правила записей в машиночитаемой зоне паспортов, но есть и существенные отличия[какие?].
- В бланках паспорта, изготовленных после 16 июля 2021 года, на страницах 2, 16 и 17 отсутствует графа «Личный код».